# Sursurunga
Sursurunga gehört zu den ozeanischen Sprachen, welche eine Untergruppe der austronesischen Sprachfamilie bilden. Es wird von 3000 Menschen auf der Insel Neuirland (Teil von Papua-Neuguinea) gesprochen.
Aufgrund eines vermeintlichen Quadrals (Hutchisson, 1986) wurde das Numerussystem der Sprache mehrfach thematisiert.